# キルテック
キルテック（Killtec Sport und Freizeit GmbH）は、ドイツのアウトドア、スキー用の衣類および、スニーカーのブランドである。

## 概要
1981年にギュンター・キラー(Günther Killer)によって創立された。
本社はドイツ北西部ニーダー・ザクセン州・シャウムブルク郡ザムトゲマインデ・アイルゼンブーフホルツ（ハンブルクの近く）に置いて、主にヨーロッパ、北アメリカ（カナダ、アメリカ合衆国）を中心に販売されている。
衣類品やスニーカーの製造は、当初はドイツの工場であったが、現在は東欧諸国と東南欧諸国をはじめ中近東や中国などの工場で製造されている。
現在の日本では、知名度は普及していないブランドである。